# 播磨國風土記
《播磨國風土記》（はりまのくにふどき）乃是日本奈良時代初期編纂完成、關於播磨國（今山陽道兵庫縣西南部）的風土記；也是現存流傳較為完整的五部風土記之一。

## 概要
奈良時代初期元明天皇下詔各令制國的國衙開始編纂，主要以漢文記述。為了整備律令制度，仿效中國的地方志編纂，並做為地方統治的方針。由於該書編纂時正採用鄉里制作為行政區域劃分，城郭、烽火、驛站等軍事相關的事項亦詳實記載。

### 存本
現今流傳下來的《播磨國風土記》以三條西家所藏的手抄本為主，此存本完成於平安時代末期，且已被指定為日本國寶。目前該存本由奈良縣天理市天理大學所藏，置於該校附設天理圖書館保管。除了三條西家本外，另有其它佚文散落於其它古籍中。三條西家本在寛政8年（公元1796年）經過柳原紀光、嘉永5年（1852年）經過谷森善臣等二名學者謄抄轉寫，《播磨國風土記》的存在才廣為世知。明治時期起，栗田寛的《標註古風土記》、敷田年治的《標註播磨風土記》、井上通泰的《播磨風土記新考》等書籍接連出版。

### 內容構成
相較於《出雲國風土記》，《播磨國風土記》的內容頗多殘闕：播磨國的國名源由與總論、明石郡整段、加古郡的首段、赤穗郡整段等處皆缺；其它各郡大體上從東南向西南、由西北向東北依序述說。明石郡的佚文可參看《釋日本紀》，但關於赤穗郡的記錄便無法補足。
- 賀古郡
- 飾磨郡
- 揖保郡
- 讚容郡
- 宍禾郡
- 神前郡

## 收錄的神話故事

### 大帶日子命與印南別孃
大帶日子命即景行天皇，印南別孃則是播磨稻日大郎姬。大帶日子命佩帶八咫劍，上繫八咫勾玉、下結麻布都鏡前往找尋印南別孃，後者聞而驚畏，隱遁於南毘都麻島。於是天皇乃到賀古松原覓訪，有一隻白犬對著海長吠，天皇問是誰家養的狗？須受武良首回答：「是別孃養的狗。」天皇說：「真會通風告信啊！」故此犬名「告首」。天皇乘舟渡海，遂與印南別孃相遇而說：「此島隱愛妻，仍號南毘都麻。」於是天皇向別孃求婚，還到印南六繼村始成密事，故曰六繼村。
後來別孃過世，將葬於日岡之墓，其遺骸乘舟渡印南川（今兵庫縣加古川）時，突有旋風自川下來，將遺骸捲入河川中而無法找到，僅得匣與褶二物，以此二物葬於其墓，故號褶墓（今日岡陵古墳）。於是天皇悲憤地說：「不食此川之物。」故該條河川所捕獲之魚皆不進貢給天皇。

### 大汝命與火明命
大汝命之子火明命心行甚強，前者患之欲遁棄後者，乃到因達神山派遣其子汲水。大汝命還未等到火明命返回，即發船遁去。火明命汲水返回，見父神乘船離去而大瞋怨怒，捲起風波追迫其船。大汝命之船遂被打破，不能再行。其處名為船丘、波丘，琴落下處即號琴神丘，箱落下處即號箱丘，梳匣落下即號匣丘，箕落下處為箕形丘，甕落下處曰甕丘，稻落下地即號稻牟禮丘，胄落下處即號胄丘，沈石落之地即號沈石丘，綱落下處即號藤丘，鹿落下地即號鹿丘，犬落下地即號犬丘，蠶子落下地即號日女道丘，此為十四丘之由來。

### 葦原志舉乎命與天日槍命
天日槍命為外來神祇，與葦原志舉乎命（或作葦原志許乎命）、伊和大神（可視為大國主神）一起爭奪土地，於是許多地名因之而起：
- 揖保郡揖保里粒丘：天日槍命從韓國渡來，在宇頭川底向葦原志舉乎命乞求住所，後者應許其住於海中。天日槍命以劍攪海水而宿之，葦原志舉乎命畏懼天日槍命之力，搶先一步打算先占領土地，到了粒丘這個地方吃飯，飯粒自口中掉落，故名「粒丘」。
- 宍禾郡比治里川音村：天日槍命宿於該地時說：「川音甚高。」故該地曰川音。
- 宍禾郡比治里奪谷：葦原志許乎命與天日槍命二神相奪此谷，故曰奪谷。
- 宍禾郡高家里：天日槍命說：「此村高勝於他村。」故曰高家。
- 宍禾郡柏野里伊奈加川：葦原志許乎命與天日槍命在此川爭奪土地時，突有嘶鳴之馬出現，故曰伊奈加川（いなかがわ）[5]。
- 宍禾郡雲箇里波加村：搶奪土地時，天日槍命先到，伊和大神後到。後者說：「沒有謀略的人居然先到。」故曰波加村。
- 宍禾郡御方里：葦原志許乎命與天日槍命到達黑土志爾嵩，雙方投擲三次黑葛占卜，其中葦原志舉乎命一次投至但馬氣多郡、一次投至夜夫郡、一次落於此村，故曰三条。天日槍命之黑葛則全落在但馬伊都志地，故後者占領該地。
- 神前郡多駝里粳岡：伊和大神與天日桙命二神各自發動軍隊相戰，彼時大神之軍搗稻，其粳堆積為丘，又其箕簸置粳云墓，又云城牟禮山。
- 神前郡多駝里八千軍：天日桙命在此聚集八千人之軍隊，故曰八千軍野。

### 大汝命與小比古尼命
大汝命（大國主神）與小比古尼命（即少彥名）起了爭執，究竟是「揹著黏土遠行」或者「忍著便意遠行」哪件事比較能做得到？大汝命曰：「我可以忍住便意遠行。」小比古尼命則說：「我可以揹著黏土遠行。」於是過了數日，大汝命說：「夠了！我不能忍了。」遂坐下來解放便意。此時小比古尼命笑著說：「唉呀！累死我了！」於是將埴土擲向此岡，故號埴岡。又大汝命大便時小竹條將糞便彈至衣服上，所以稱為波自賀村。這些黏土與糞便化作石頭，至今猶存。

### 大人
此大人謂大太法師，大太法師常沿著海岸線步行，自南海到北海，自東巡行之時來到此地（今兵庫縣多可郡）。遇到地勢低窪之地則沿之而行，遇到地勢較高時則挺直背桿而行，嘴裡說著：「真高哪！」故號託賀郡。大太法師踩踏之處，皆成沼澤。

### 盟酒
荒田村有一名曰道主日女命之女神，產下其父不詳的兒子，為之釀盟酒。以七町之田地植稻，七日七夜之間稻竟熟成。以稻釀酒並召集諸神，遣其子捧酒。其子向天目一命奉酒，始知其父。後來這片稻田荒廢，故號荒田村。

### 意奚與袁奚
意奚為仁賢天皇，袁奚則是顯宗天皇。二人之親父市邊天皇於近江國摧綿野遭到殺害時，二人率日下部連意美躲在美囊郡志深里的岩洞裡。意美自知重罪，釋放馬匹、燒燬行李後自殺。意奚和袁奚輾轉到志染村首伊等尾家裡做打雜僕役，因伊等尾新居落成，舉辦宴席，主人命令二人詠辭祝賀。起初兄弟相讓，後來弟弟袁奚起身吟詠，歌詞中表達兩兄弟之正身。針間國（播磨國）之山門領山部連少楯聽聞此事，前往拜訪二人並曰：「你們的母親手白髪命，為了你們日不食、夜不寢，擔心至極。」少楯上報此事，並迎入兩位皇太子。日後兩位皇太子再度造訪此地，即建高野宮與屯倉。
意奚袁奚二皇子在美嚢郡志深里高野宮時，遣山部小楯向國造許麻之女根日女命求婚。根日女命答應了這門婚事，但二皇子相讓不娶，想不到根日女命突然香消玉殞，二皇子大悲，遣小吏曰：「找一個朝日夕日都照射得到光之地，造墓藏其屍骨，並用玉裝飾其墓。」於是此墓號玉丘（今玉丘古墳群），此村號玉野。

## 內部連結
- 古風土記

## 外部連結
- （日語）兵庫県：播磨国風土記 （页面存档备份，存于）
- （日語）播磨国風土っ記ん - 兵庫県播磨国風土記1300年事業 （页面存档备份，存于）
- （日語）播磨国風土記 （页面存档备份，存于）